# 小行星7123
小行星7123（英語：7123）是一颗围绕太阳公转的小行星。1989年10月9日，T. Hioki、川里信弘在奥多摩町发现了此天体。
这颗小行星的绝对星等为205.8673741154876等。